# پاسیفیک پرینسس
پاسیفیک پرینسس (به انگلیسی: Pacific Princess) یک کشتی است که طول آن ۱۸۱٫۰۰ متر (۵۹۳ فوت ۱۰ اینچ) می‌باشد. این کشتی در سال ۱۹۹۹ ساخته شد.